# Octavian Morariu
Octavian Morariu  (* 7. August 1961 in Bukarest) ist ein ehemaliger rumänischer Rugbyspieler, -trainer und jetziger Ingenieur, Unternehmer und Sportfunktionär.

## Allgemeines
Octavian Morariu erlangte den Bachelor of Arts im Ingenieurwesen. Zu Beginn des 21. Jahrhunderts war er als Manager für Unternehmen der Vinci Group und für Veolia Environnement tätig. Seit 2004 ist er Direktor von drei eigenen Unternehmen.

## Sportkarriere
Octavian Morariu war aktiver Rugby-Union-Spieler, seine Position war die Nummer 8. In seiner Jugendzeit spielte er für Rugby Club Grivița Roșie. 1987 ging er nach Frankreich und wechselte zum Hauptstadtclub ASPTT Paris. 1987 wurde er in das britische Team Barbarian FC für die Ostertour 1987 berufen. In die rumänische Nationalmannschaft (Die Eichen) wurde er zwischen 1981 und 1987 zu 19 Partien berufen. Dabei kam er zu zwei Einsätzen. Im Anschluss an seine aktive Karriere wurde Morariu Trainer. Von 1991 bis 1993 trainierte er die Rugbymannschaft von Paris Saint-Germain.

## Sportadministration
Von 2001 bis 2003 war Octavian Morariu Präsident des rumänischen Rugbyverbandes, von 2003 bis 2014 Präsident des rumänischen NOKs. Seit 2013 ist er Präsident von Rugby Europe.

## IOC-Mitgliedschaft
2013 wurde Octavian Morariu zum IOC-Mitglied gewählt. Er ist Mitglied der Kommissionen für das olympische Programm, für Öffentlichkeitsarbeit und für die Koordinierung der Olympischen Winterspiele 2022 in Peking.